# Puente del Mar (Valencia)
El Puente del Mar es un puente peatonal que atraviesa en diagonal el cauce del Turia comunicando la plaza de América y el paseo de la Alameda, en la ciudad española de Valencia.

## Historia
Es el más oriental de los cinco puentes históricos de la ciudad. El primer puente del que se tiene noticia debió levantarse durante el siglo XIV, construido entonces de madera. Los daños en esta estructura que producían las diversas crecidas del río Turia obligaron a iniciar en 1425 la construcción de una estructura más robusta, que ya tenía de piedra los cimientos y pilares.
Pese a este refuerzo, la riada de 1589 lo arrasó en su totalidad. En 1591 el gobierno municipal decidió la construcción de uno íntegramente de piedra, de cuyo diseño se encargó Francesc Figuerola. Las obras se concluyeron en 1596. Contaba ya con diez arcos apuntados abovedados y un casalicio que resguardaba la Cruz del Puente del Mar.
En 1677 se decide la construcción de otro casalicio para la escultura de San Pascual Bailón, y en 1720 se decide sustituir la cruz, dañada por un rayo, por la imagen de la Virgen de los Desamparados tallada por Francisco Vergara el mayor.

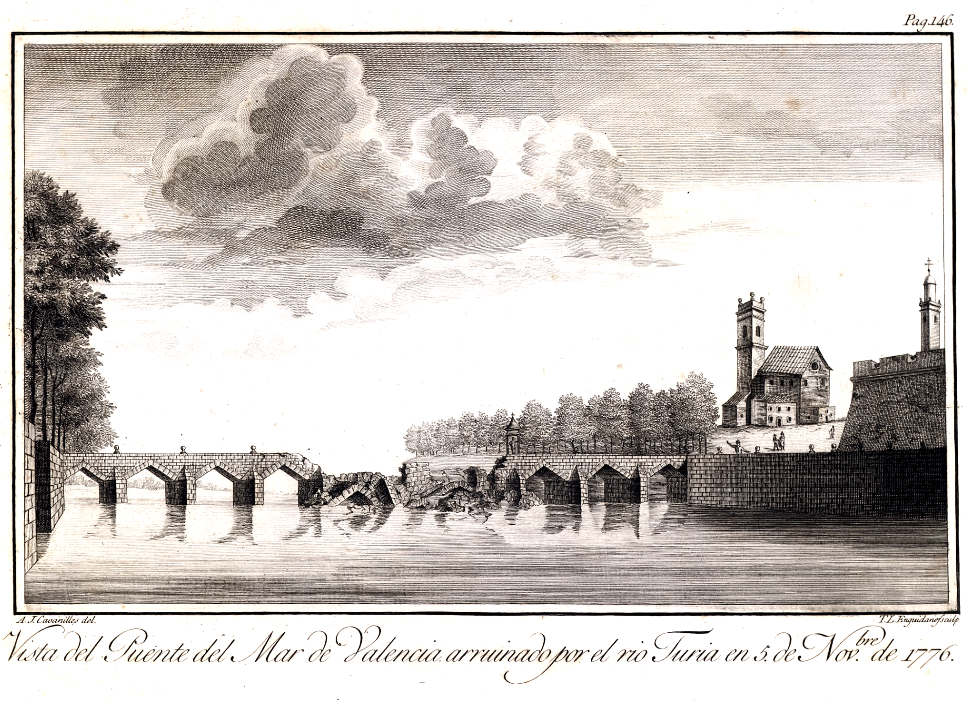
El puente del Mar dañado por la riada de 1776.

Sin embargo una nueva riada tumbó los arcos centrales y el casalicio de la Virgen. Lo reconstruyó el arquitecto Ignacio Miner. Además se restauró la imagen de San Pascual, al que se le construyó un nuevo casalicio a imagen del que se levantó para la Virgen, cuya nueva escultura fue obra de Francisco Sanchis.
En 1876 el tranvía de la línea al Grao comenzó a cruzar el puente, electrificándose en 1900.
Ante el elevado tráfico, se planteó su ampliación. Sin embargo finalmente en 1926 se decidió la construcción del nuevo Puente de Aragón, con el cual el Puente del Mar quedaba libre de tráfico.
Correspondió al arquitecto Javier Goerlich el diseño de peatonalización del puente. Para salvar la pendiente, Goerlich dispuso dos escalinatas onduladas, completadas con cuatro bancos en chaflán y los penáculos que componen la actual imagen del puente.
Las imágenes fueron destruidas en 1936. Se repusieron en los años cuarenta, encargándose José Ortells López de tallar la nueva imagen de San Pascual Bailón, y Vicente Navarro Romero de la Virgen de los Desamparados, y se pavimentó con losetas de rodeno.

## Galería de imágenes

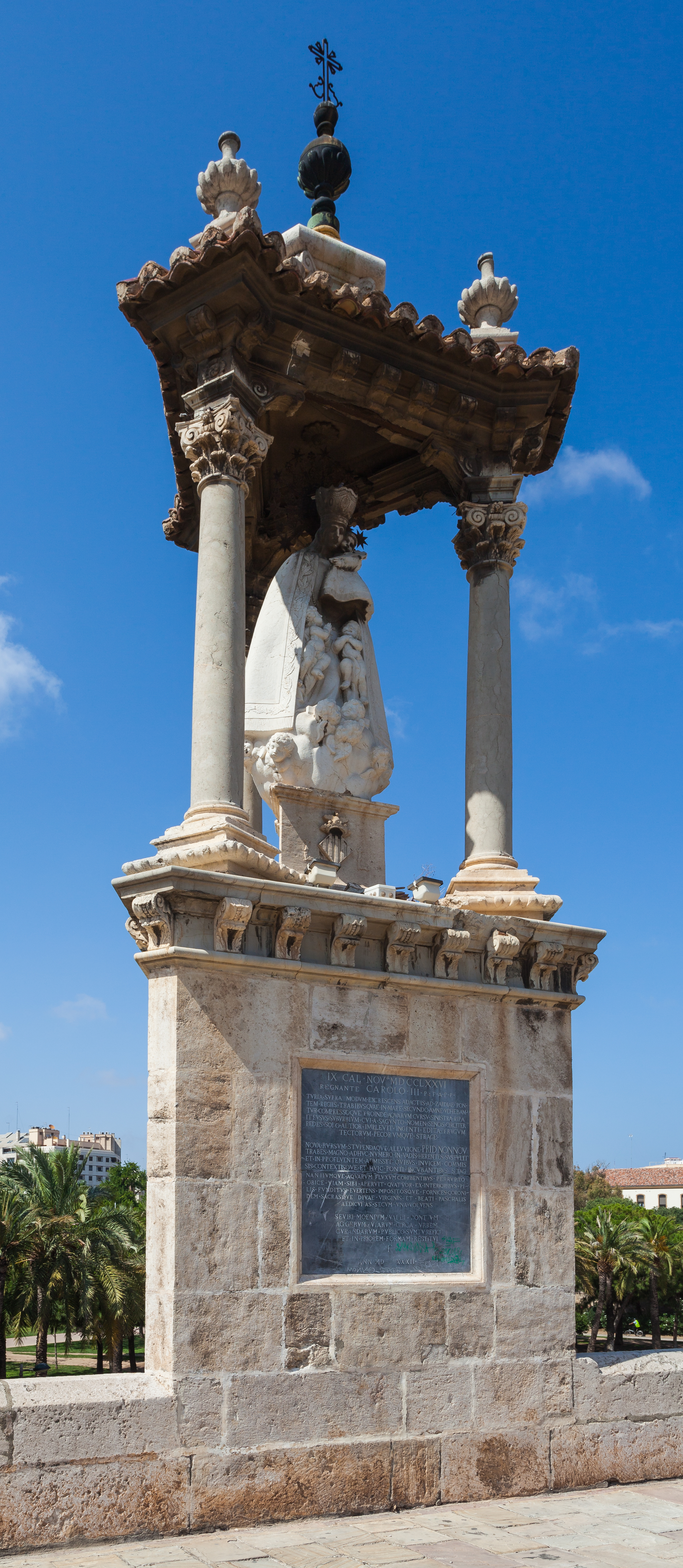
Templete.
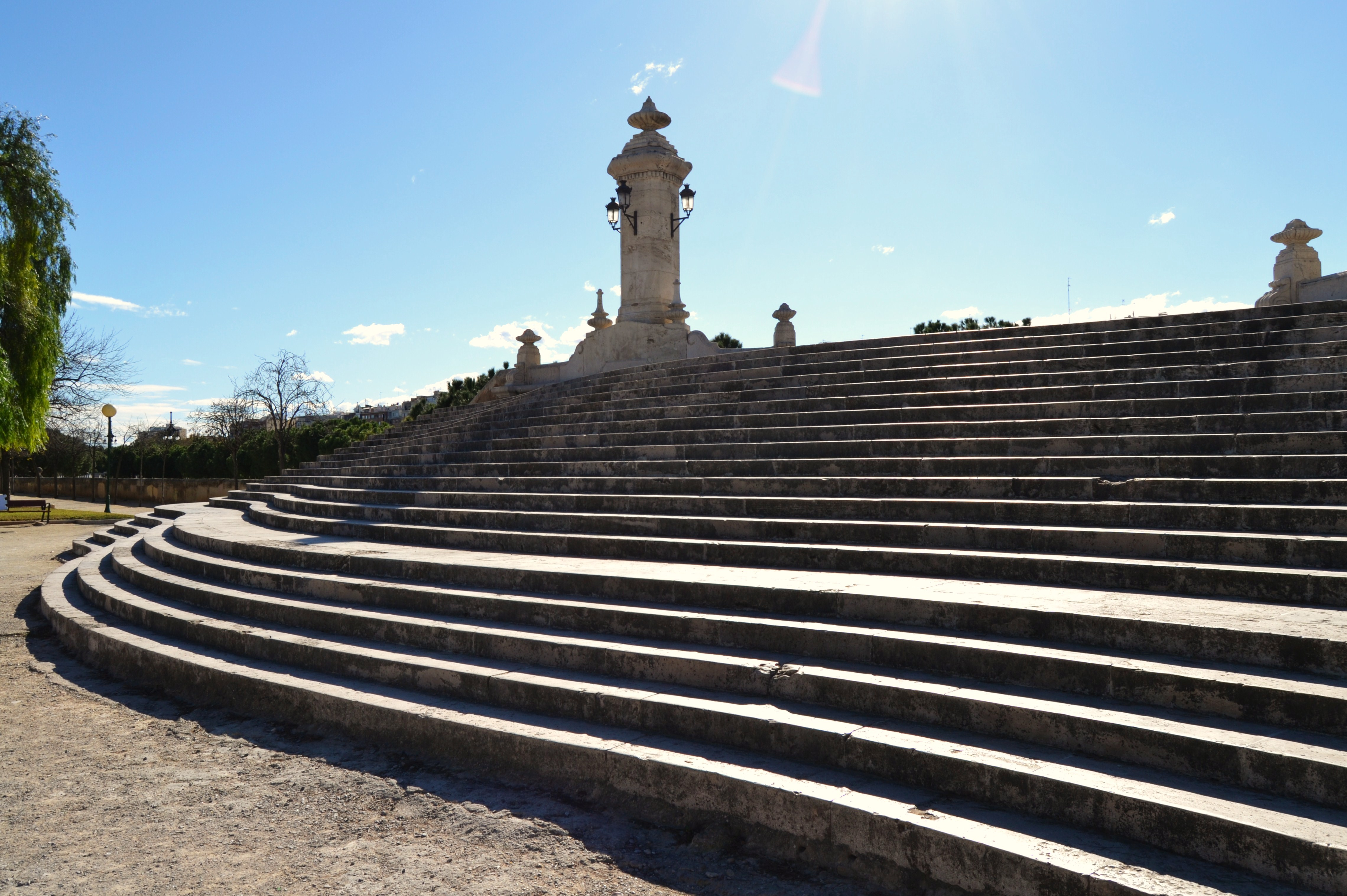
Escaleras diseñadas por J. Goerlich.
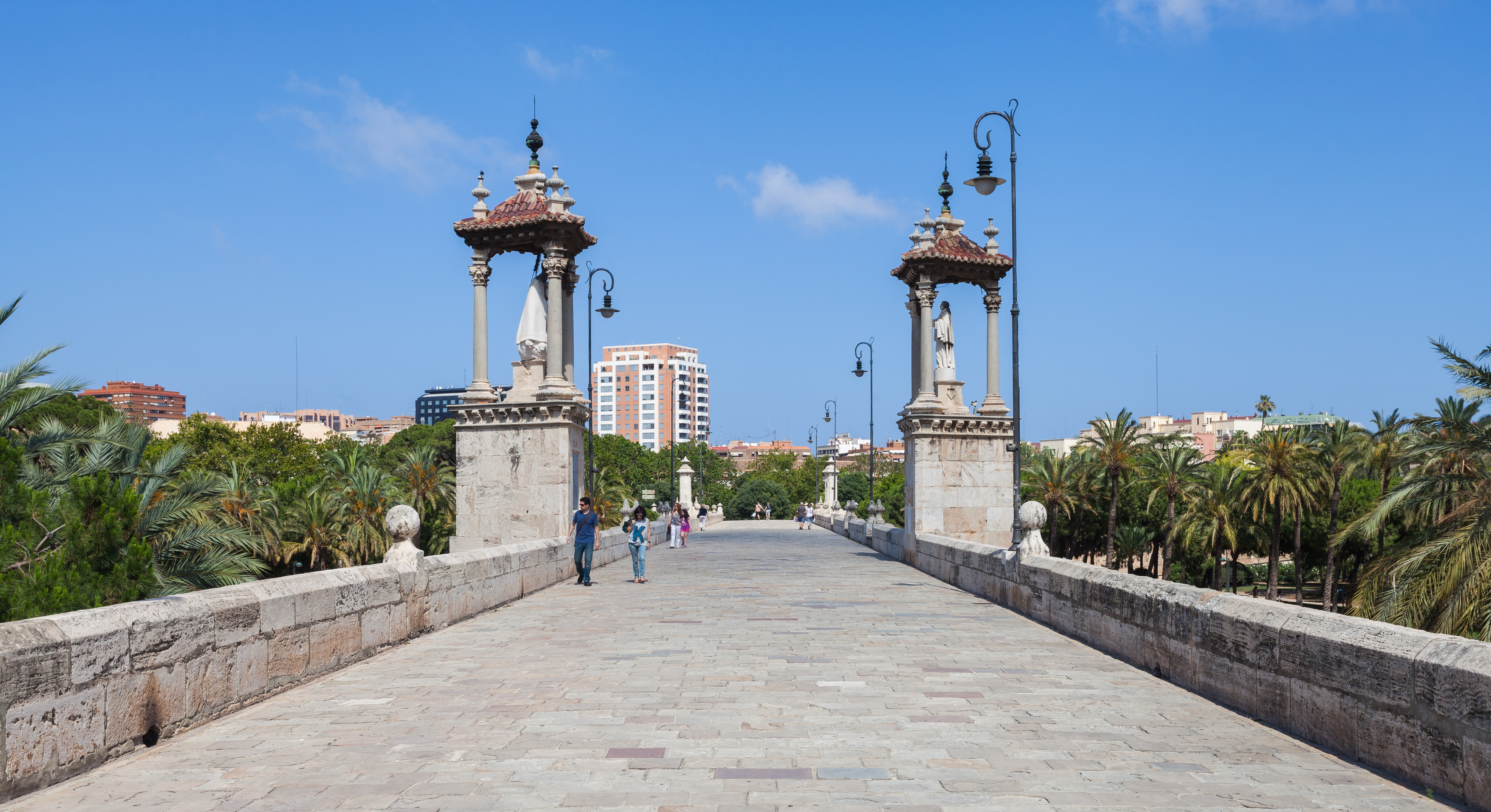
Vista del puente.
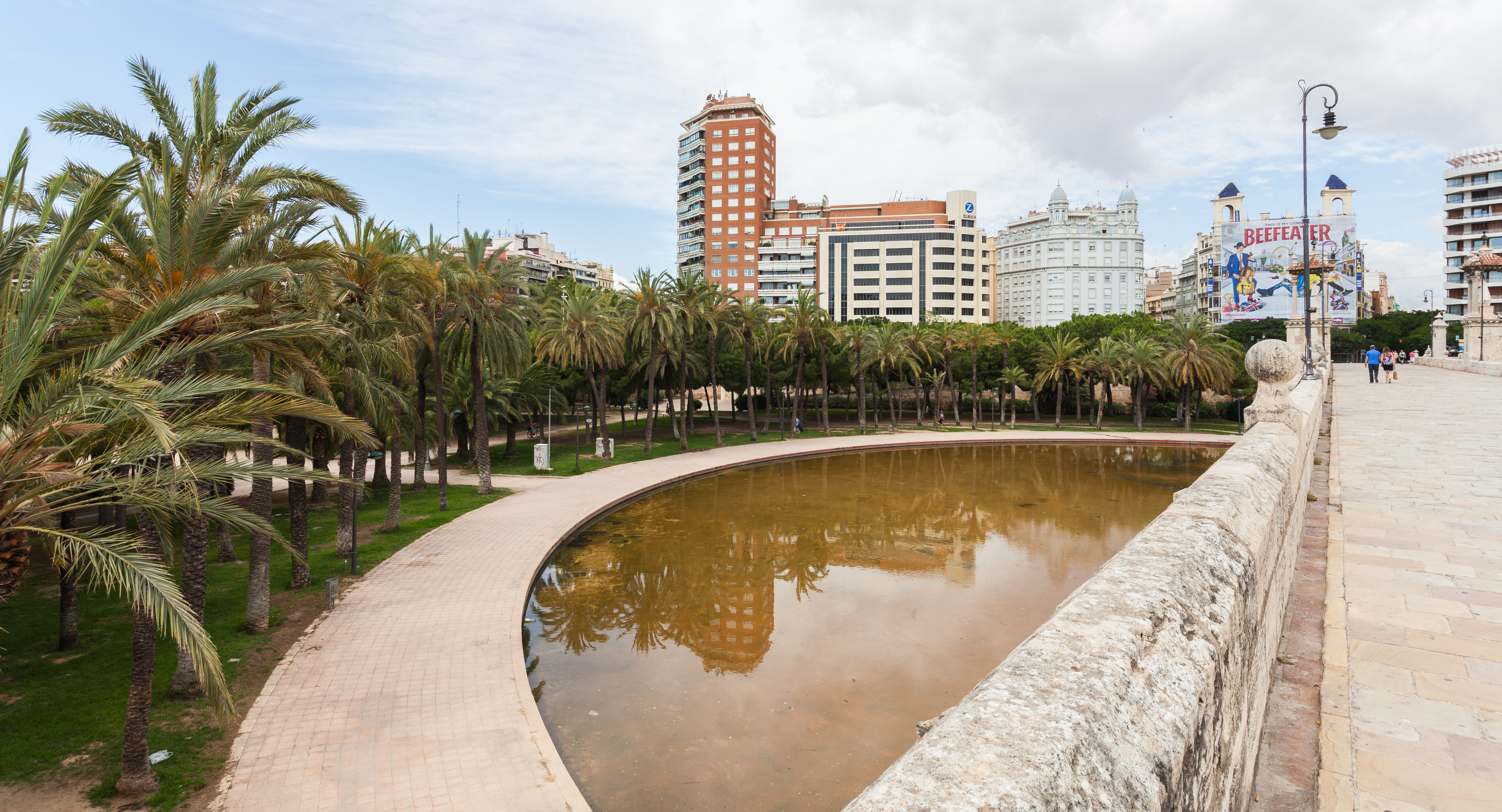
Vista del parque desde el puente.